# Bobby George
Robert Francis George (* 16. Dezember 1945 in London) ist ein ehemaliger englischer Dartspieler, der bei der British Darts Organisation (BDO) aktiv war. Sein am häufigsten verwendeter Spitzname ist Bobby Dazzler.
Bekannt ist er für die etlichen Goldketten, -armbänder und -ringe, mit denen er in der Öffentlichkeit stets auftritt, sowie für seinen Walk-on, bei dem er mit einem Armleuchter einläuft.

## Leben
George wurde in Manor Park, London, geboren. Nach der Schule hatte er verschiedene Jobs, unter anderem als Nachtclub-Türsteher und Bodenleger, bevor er mit Darts begann.
Sein Sohn Richie ist ebenfalls professioneller Dartspieler. Er erreichte das Halbfinale der BDO World Darts Championship 2013 und verlor gegen den späteren Champion Scott Waites.
George hat als Botschafter für Grundrechenarten gearbeitet und Schulen bereist, um Kindern beizubringen, wie Darts beim Zählen helfen kann.

## Karriere
George war einer der bekanntesten Dartspieler der 1970er-, 1980er- und 1990er-Jahre.
1979 und 1986 gewann er die News of the World Darts Championship, einer der ältesten Dartwettbewerbe. 1980 verlor er bei seinem Debüt das Finale der Weltmeisterschaft der BDO gegen Eric Bristow mit 3:5.
14 Jahre später verlor er auch sein zweites Finale bei dem Turnier. Bei der Austragung von 1994 bezwang er zunächst Russell Stewart und Martin Phillips. Im Viertelfinale gegen Kevin Kenny verletzte er sich am Rücken, konnte aber dennoch gewinnen. Auch den Schweden Magnus Caris konnte er im Halbfinale noch besiegen. Im Finale trat er dann entgegen ärztlichem Rat an. Er trug dabei ein Stahlkorsett und spielte unter großen Schmerzen. Darunter litt auch seine Leistung, sodass er mit 0:6 gegen John Part verlor. Ein paar Wochen nach diesem Finale wurde festgestellt, dass er sich buchstäblich den Rücken gebrochen hatte und acht Titanschrauben in die Basis seiner Wirbelsäule eingesetzt werden mussten, nur damit er aufrecht stehen konnte.
Ab 1999 agierte George lange Zeit als Experte für die BBC bei der Lakeside-Weltmeisterschaft. Auch bei der Erstaustragung der Seniorenweltmeisterschaft 2022 nahm er diese Funktion war.
2015 trat George in der englischen Spielshow Man Vs. Fly auf (Episode 3), bei der er, nur mit Dartpfeilen bewaffnet, gegen eine Fliege kämpfte. Tatsächlich schaffte er es, innerhalb von nur einer Minute diese Fliege mit den Dartpfeilen zu treffen und somit zu töten.

## Weltmeisterschaftsresultate

### BDO
- 1980: Finale (3:5-Niederlage gegen  Eric Bristow)
- 1981: Viertelfinale (0:4-Niederlage gegen  Cliff Lazarenko)
- 1982: Halbfinale (1:4-Niederlage gegen  John Lowe)
- 1983: 1. Runde (0:2-Niederlage gegen  Tony Brown)
- 1984: 1. Runde (1:2-Niederlage gegen  Malcolm Davies)
- 1985: Achtelfinale (1:3-Niederlage gegen  Fred McMullan)
- 1986: 1. Runde (0:3-Niederlage gegen  Bob Anderson)
- 1987: 1. Runde (1:3-Niederlage gegen  John Lowe)
- 1993: Halbfinale (3:5-Niederlage gegen  John Lowe)
- 1994: Finale (0:6-Niederlage gegen  John Part)
- 1995: 1. Runde (0:3-Niederlage gegen  Ronnie Sharp)
- 1997: Achtelfinale (0:3-Niederlage gegen  Roland Scholten)
- 1998: Achtelfinale (2:3-Niederlage gegen  Sean Palfrey)
- 2000: Achtelfinale (2:3-Niederlage gegen  Ronnie Baxter)
- 2002: 1. Runde (1:3-Niederlage gegen  Raymond van Barneveld)

## Turnierergebnisse
| Turnier                    | 1977              | 1978              | 1979              | 1980              | 1981              | 1982              | 1983               | 1984               | 1985               | 1986               | 1987               | ......             | 1992               | 1993               | 1994               | 1995               | 1996               | 1997               | 1998               | 1999              | 2000              | 2001              | 2002              | 2003               | 2004               | 2005               | 2006               | 2007               | 2008               | 2009               |
| -------------------------- | ----------------- | ----------------- | ----------------- | ----------------- | ----------------- | ----------------- | ------------------ | ------------------ | ------------------ | ------------------ | ------------------ | ------------------ | ------------------ | ------------------ | ------------------ | ------------------ | ------------------ | ------------------ | ------------------ | ----------------- | ----------------- | ----------------- | ----------------- | ------------------ | ------------------ | ------------------ | ------------------ | ------------------ | ------------------ | ------------------ |
| BDO-Major-Turniere         |                   |                   |                   |                   |                   |                   |                    |                    |                    |                    |                    |                    |                    |                    |                    |                    |                    |                    |                    |                   |                   |                   |                   |                    |                    |                    |                    |                    |                    |                    |
| Weltmeisterschaft          | n/a               | n/q               | n/q               | F                 | VF                | HF                | 1R                 | 1R                 | AF                 | 1R                 | 1R                 | n/t                | n/t                | HF                 | F                  | 1R                 | n/q                | AF                 | AF                 | n/q               | AF                | n/q               | 1R                | nicht qualifiziert | nicht qualifiziert | nicht qualifiziert | nicht qualifiziert | nicht qualifiziert | nicht qualifiziert | nicht qualifiziert |
| Butlins Grand Masters      | n/t               | n/t               | S                 | S                 | ?                 | HF                | 1R                 | 1R                 | 1R                 | n/t                | nicht ausgetragen  | nicht ausgetragen  | nicht ausgetragen  | nicht ausgetragen  | nicht ausgetragen  | nicht ausgetragen  | nicht ausgetragen  | nicht ausgetragen  | nicht ausgetragen  | nicht ausgetragen | nicht ausgetragen | nicht ausgetragen | nicht ausgetragen | nicht ausgetragen  | nicht ausgetragen  | nicht ausgetragen  | nicht ausgetragen  | nicht ausgetragen  | nicht ausgetragen  | nicht ausgetragen  |
| World Matchplay            | nicht ausgetragen | nicht ausgetragen | nicht ausgetragen | nicht ausgetragen | nicht ausgetragen | nicht ausgetragen | nicht ausgetragen  | 1R                 | 1R                 | n/t                | n/t                | n/t                | nicht ausgetragen  | nicht ausgetragen  | nicht ausgetragen  | nicht ausgetragen  | nicht ausgetragen  | nicht ausgetragen  | nicht ausgetragen  | nicht ausgetragen | nicht ausgetragen | nicht ausgetragen | nicht ausgetragen | nicht ausgetragen  | nicht ausgetragen  | nicht ausgetragen  | nicht ausgetragen  | nicht ausgetragen  | nicht ausgetragen  | nicht ausgetragen  |
| British Professional       | nicht ausgetragen | nicht ausgetragen | nicht ausgetragen | nicht ausgetragen | AF                | AF                | VF                 | 1R                 | AF                 | n/t                | n/t                | n/t                | nicht ausgetragen  | nicht ausgetragen  | nicht ausgetragen  | nicht ausgetragen  | nicht ausgetragen  | nicht ausgetragen  | nicht ausgetragen  | nicht ausgetragen | nicht ausgetragen | nicht ausgetragen | nicht ausgetragen | nicht ausgetragen  | nicht ausgetragen  | nicht ausgetragen  | nicht ausgetragen  | nicht ausgetragen  | nicht ausgetragen  | nicht ausgetragen  |
| British Matchplay          | n/t               | n/t               | HF                | ?                 | HF                | VF                | VF                 | kein Major-Turnier | kein Major-Turnier | kein Major-Turnier | kein Major-Turnier | kein Major-Turnier | kein Major-Turnier | kein Major-Turnier | kein Major-Turnier | kein Major-Turnier | kein Major-Turnier | kein Major-Turnier | kein Major-Turnier | nicht ausgetragen | nicht ausgetragen | nicht ausgetragen | nicht ausgetragen | nicht ausgetragen  | nicht ausgetragen  | nicht ausgetragen  | nicht ausgetragen  | nicht ausgetragen  | nicht ausgetragen  | nicht ausgetragen  |
| World Masters              | VF                | 1R                | HF                | AF                | 3R                | VF                | 2R                 | 4R                 | 4R                 | n/t                | n/t                | n/t                | 3R                 | 4R                 | 3R                 | n/t                | 4R                 | 3R                 | AF                 | 2R                | n/t               | n/t               | 2R                | 2R                 | 3R                 | AF                 | 1R                 | 3R                 | n/t                | 2R                 |
| WDF-Platin-/Major-Turniere |                   |                   |                   |                   |                   |                   |                    |                    |                    |                    |                    |                    |                    |                    |                    |                    |                    |                    |                    |                   |                   |                   |                   |                    |                    |                    |                    |                    |                    |                    |
| International League       | nicht ausgetragen | nicht ausgetragen | nicht ausgetragen | nicht ausgetragen | nicht ausgetragen | nicht ausgetragen | nicht ausgetragen  | nicht ausgetragen  | nicht ausgetragen  | nicht ausgetragen  | nicht ausgetragen  | nicht ausgetragen  | nicht ausgetragen  | nicht ausgetragen  | nicht ausgetragen  | nicht ausgetragen  | nicht ausgetragen  | nicht ausgetragen  | nicht ausgetragen  | nicht ausgetragen | nicht ausgetragen | nicht ausgetragen | nicht ausgetragen | n/t                | n/t                | GP                 | n/t                | n/t                | n/a                | n/a                |
| News of the World Ch'ship  | n/q               | VR                | S                 | VF                | n/q               | VF                | nicht qualifiziert | nicht qualifiziert | nicht qualifiziert | S                  | n/q                | n/q                | nicht ausgetragen  | nicht ausgetragen  | nicht ausgetragen  | nicht ausgetragen  | nicht ausgetragen  | n/t                | nicht ausgetragen  | nicht ausgetragen | nicht ausgetragen | nicht ausgetragen | nicht ausgetragen | nicht ausgetragen  | nicht ausgetragen  | nicht ausgetragen  | nicht ausgetragen  | nicht ausgetragen  | nicht ausgetragen  | nicht ausgetragen  |
| WDF Europe Cup             | n/a               | n/t               | n/a               | n/t               | n/a               | S                 | n/a                | n/t                | n/a                | n/t                | n/a                | n/t                | n/t                | n/a                | n/t                | n/a                | n/t                | n/a                | n/t                | n/a               | n/t               | n/a               | n/t               | n/a                | n/t                | n/a                | n/t                | n/a                | n/t                | n/a                |
| World Trophy               | nicht ausgetragen | nicht ausgetragen | nicht ausgetragen | nicht ausgetragen | nicht ausgetragen | nicht ausgetragen | nicht ausgetragen  | nicht ausgetragen  | nicht ausgetragen  | nicht ausgetragen  | nicht ausgetragen  | nicht ausgetragen  | nicht ausgetragen  | nicht ausgetragen  | nicht ausgetragen  | nicht ausgetragen  | nicht ausgetragen  | nicht ausgetragen  | nicht ausgetragen  | nicht ausgetragen | nicht ausgetragen | nicht ausgetragen | 1R                | nicht teilgenommen | nicht teilgenommen | nicht teilgenommen | nicht teilgenommen | nicht teilgenommen | n/a                | n/a                |
| Karrierestatistiken        |                   |                   |                   |                   |                   |                   |                    |                    |                    |                    |                    |                    |                    |                    |                    |                    |                    |                    |                    |                   |                   |                   |                   |                    |                    |                    |                    |                    |                    |                    |
| Jahresendplatzierung       | unbekannt         | unbekannt         | 5                 | 4                 | 6                 | 5                 | 8                  | unbekannt          | unbekannt          | unbekannt          | unbekannt          | –                  | unbekannt          | unbekannt          | unbekannt          | unbekannt          | unbekannt          | unbekannt          | unbekannt          | unbekannt         | unbekannt         | unbekannt         | unbekannt         | unbekannt          | unbekannt          | unbekannt          | unbekannt          | unbekannt          | unbekannt          | unbekannt          |

| Legende zu den Turnierergebnissen | Legende zu den Turnierergebnissen | Legende zu den Turnierergebnissen | Legende zu den Turnierergebnissen | Legende zu den Turnierergebnissen | Legende zu den Turnierergebnissen | Legende zu den Turnierergebnissen | Legende zu den Turnierergebnissen | Legende zu den Turnierergebnissen | Legende zu den Turnierergebnissen |
| --------------------------------- | --------------------------------- | --------------------------------- | --------------------------------- | --------------------------------- | --------------------------------- | --------------------------------- | --------------------------------- | --------------------------------- | --------------------------------- |
| n/t                               | nicht teilgenommen                | n/q                               | nicht qualifiziert                | n/a                               | nicht ausgetragen                 | #R                                | Aus in jeweiliger Runde           | GP                                | Aus in der Gruppenphase           |
| AF                                | Achtelfinalist                    | VF                                | Viertelfinalist                   | HF                                | Halbfinalist                      | F                                 | Turnierfinalist                   | S                                 | Turniersieger                     |

## Titel

### BDO
- Majors
  - News of the World Darts Championship: (2) 1979, 1986
- Weitere
  - Butlin’s Grand Masters: (2) 1979, 1980
  - BDO Nations Cup: (1) 1982

### WDF
- Platinum-Kategorie
  - WDF Europe Cup Einzel: (1) 1982
  - WDF Europe Cup Teams: (1) 1982 (mit Eric Bristow, Cliff Lazarenko und Dave Whitcombe)
  - WDF Europe Cup Gesamtwertung: (1) 1982 (mit der englischen Mannschaft)

### Andere
- North American Open: (1) 1978
- Santa Monica Open: (1) 1980